# Jazz Middelheim
Jazz Middelheim est un festival de musique belge annuel consacré au jazz qui a lieu au mois d'août au Parc Den Brandt à Anvers. Artistes ayant joué au festival étaient entre autres ; Toots Thielemans, John Zorn, Jamie Cullum, Wynton Marsalis, Wayne Shorter et Cassandra Wilson.
La prochaine édition du Jazz Middelheim se déroulera le 14, 15 et 16 et 17 août 2014.

## Histoire
En 1969, le festival fut fondé par Elias Gistelinck, producteur et directeur de production de la section de jazz de la radio publique flamande BRT. De 1983, le festival devenait un événement biennal, parce que la viabilité financière de la BRT n'était plus suffisante pour organiser un tel grand festival chaque année.
Depuis la 27e édition en 2008, le Jazz Middelheim redevenait un festival annuel. Depuis 2008, le festival est détenu par le groupe VZW Jazz & Music en collaboration avec la VRT. VZW Jazz & Music organise également le festival de jazz de Gand. En 2011, Jazz Middelheim fête sa trentième édition et est ainsi l'un des plus anciens festivals de Belgique.